# Penney Farms
Penney Farms – miasto w Stanach Zjednoczonych, w stanie Floryda, w hrabstwie Clay.